# Gynaephila icterica
Gynaephila icterica là một loài bướm đêm trong họ Noctuidae.